# Fenàreta
Fenàreta (en grec antic, Φαιναρέτη) (fl. segle v aC) és la mare del filòsof atenenc Sòcrates i del seu mig-germà Pàtrocle.

## Biografia
Se sap molt poc sobre la vida de Fenàreta. El seu nom significa «qui fa aparèixer la virtut». D'origen pelasga, va viure a Atenes, on treballava de llevadora, una de les poques professions per a les dones de l'Antigua Grècia (segons John Burnet, el paper de μαιευτική (maieutiké, llevadora) va ser «realitzat per dones de bona família i la traducció 'llevadora' és bastant enganyosa»).
Primer es va casar amb Sofronisc, un escultor o picapedrer qui va morir abans del 424 aC, amb qui té Sòcrates cap al 470/469 aC. Després es torna a casar amb Queredem, pare de Pàtrocle.
Segons A. E. Taylor, «es creu que tenia bones connexions familiars», basat en la seva aparició en la genealogia de l'immortal Amfiteu en Els acarnesos d'Aristòfanes.

## Posteritat
Fenàreta continua sent coneguda principalment per haver estat la mare de Sòcrates, un dels principals fundadors de la filosofia grega. En Teetet, Plató relata que Sòcrates va comparar el seu treball com a filòsof amb la feina de la seva mare (de maieutiké, llevadora), creant així un paral·lelisme entre la maièutica (μαιευτικός) com l'art de donar a llum tant els cossos com els esperits. Aquesta metàfora tindrà moltes repercussions en la història de la filosofia.
No obstant això, és possible que el nom de Fenàreta i la seva professió siguin només invencions destinades a subratllar les paraules de Sòcrates sobre la maièutica.